# Comité de pilotage de la réforme des entreprises publiques
Le Comité de pilotage de la réforme des entreprises publiques (COPIREP) est un service public de la République démocratique du Congo, mis en place pour conduire la politique de la réforme des entreprises publiques, aux termes des décrets n°136/2002 du 30 octobre 2002 et 04/047 du 20 mai 2004.
Le Congo-Kinshasa compte près de 90 000 travailleurs dans les services publics.